# Iggelbo naturreservat
Iggelbo naturreservat är ett naturreservat i Tierps kommun i Sverige. Platsen ligger intill den stora sjön Tämnaren. Naturreservatet är på cirka 31 hektar.
Området blev fritidsområde av Tierps kommun redan 1969. Det blev naturreservat efter omfattande opinionsbildning från lokala naturskydds- och friluftslivsorganisationer.
Drivande i detta arbete var dåvarande Nordupplands Ornitologiska Förening (NUOF) (idag Nordupplands Fågelklubb) och dess dåvarande ordförande Lars Gotborn.